# Eleições no Território Federal do Amapá em 1974
As eleições no território federal do Amapá em 1974 ocorreram em 15 de novembro como parte das eleições gerais em 22 estados e nos territórios federais de Rondônia e Roraima. Neste caso, a Constituição de 1967 fixou, e a Emenda Constitucional Número Um de 1969 ratificou, a eleição de um deputado federal para representar cada um dos territórios federais então existentes.

## Resultado da eleição para deputado federal
Conforme o Tribunal Superior Eleitoral, foram apurados 20.332 votos nominais (97,58%), 155 votos em branco (0,74%) e 350 votos nulos (1,68%), resultando no comparecimento de 20.837 eleitores. Nos territórios federais representados por um deputado federal, será observado o princípio do voto majoritário.

### Chapa do MDB
| Candidatos a deputado federal em 1974 | Partido | Votação | Percentual | Cidade onde nasceu | Unidade federativa | Observações |
| Antônio Pontes                        | MDB     | 10.749  | 52,87%     | Amapá              | Amapá              | [ 6 ]       |
| Raimundo Azevedo Costa                | MDB     | -       | -          | Macapá             | Amapá              | [ 7 ]       |
| Fontes:                               |         |         |            |                    |                    |             |

### Chapa da ARENA
| Candidatos a deputado federal em 1974 | Partido | Votação | Percentual | Cidade onde nasceu | Unidade federativa | Observações |
| Clark Platon                          | ARENA   | 9.583   | 47,13%     | Santarém           | Pará               | [ 9 ]       |
| Ubiracy de Azevedo Picanço            | ARENA   | -       | -          |                    |                    |             |
| Fontes:                               |         |         |            |                    |                    |             |